# IF Stjärnan
För andra betydelser, se IF Stjärnan (olika betydelser).
IF Stjärnan är en idrottsförening i Påskallavik i Sverige, bildad 1925. Som säsongen 2023 spelar i division 5. I fotboll kvalificerade man sig för spel i Division 4 säsongen 2016, där man sedan ramlade ur  säsongen efter. Föreningen har även bandyverksamhet. Där spelar man i Division 1 Södra. Numera spelar man sina bandymatcher i Oskarshamn.